# Charte nationale palestinienne
La Charte nationale palestinienne (arabe : الميثاق الوطني الفلسطيني, al-Mithaq al-Watani al-Filastini) a été adoptée en 1964 afin de déterminer les objectifs politiques de l'OLP. Elle est couramment appelée « Charte nationale de l'Organisation de libération de la Palestine » ou « Charte de l'OLP ». 

## Amendements
Dans le contexte du processus de paix israélo-palestinien, la charte a été amendée de manière à en retirer les articles appelant à l'anéantissement d'Israël[réf. nécessaire]. Elle a été amendée à plusieurs reprises dont sept nouveaux articles en 1968 à la suite de la Guerre des Six Jours en 1967[réf. non conforme]. Le 14 décembre 1988, à la suite d'un tollé provoqué par son discours à l'ONU[réf. nécessaire], Yasser Arafat a renoncé au terrorisme et a déclaré accepter le principe des négociations avec Israël[réf. non conforme]. En 1993, le Premier ministre israélien Yitzhak Rabin a exigé des modifications de la Charte[réf. nécessaire] dans le cadre des Accords d'Oslo. En 1996, le Conseil national palestinien réuni à Gaza vote sur l'abrogation des passages appelant à la destruction d’Israël, toutefois ce vote fut considéré comme insuffisant[réf. nécessaire] du fait qu'il portait seulement sur « l'intention » de faire les amendements souhaités par les États-Unis et Israël et ce n'est qu’après une longue polémique[réf. nécessaire] et à la suite des Accords de Wye Plantation en 1998 que le Conseil national palestinien, a entériné l'abrogation des articles controversés en présence du président des États-Unis William Clinton[réf. non conforme],[réf. non conforme].
Après la signature des accords d'Oslo, le Conseil national palestinien, avec une majorité de 504 votes pour, et 54 votes contre et 14 abstentions, le CNP a exprimé en décembre 1998 à Gaza, un « soutien de principe » concernant sa volonté de modifier la Charte nationale palestinienne. Dans son discours d’ouverture, Yasser Arafat annonce en outre : « …les articles de notre Charte qui sont contraires au processus de paix doivent être annulés. Je vous appelle à modifier tous les articles qui s’opposent à la paix des braves ».
Le 22 janvier 1998, Arafat confirme par lettre une fois encore au président Clinton que « toutes les dispositions dans la Charte qui ne sont pas en adéquation avec l’engagement de l’OLP de reconnaître Israël et vivre avec lui en paix sont annulées ». Une commission juridique est nommée quelques jours plus tard ayant la mission d’annuler les articles de la Charte nationale palestinienne mentionnant l’objectif de l’OLP à anéantir l’État d’Israël. Elle devait proposer en outre des nouvelles dispositions qui traitent de la reconnaissance officielle par l’OLP du droit d’Israël d’exister et de vivre dans la sécurité.